# Ladislav Pivec
Ladislav Pivec (* 17. května 1954 Praha) je český manažer.

## Život
Absolvoval pražské gymnázium a ve stejném městě vystudoval Vysokou školu ekonomickou, na které promoval v roce 1978. Zaměstnán byl u Dopravního podniku hlavního města Prahy nebo u policie České republiky. Od 1. března 1993 zastával pozici ředitele pražského Ústavu dopravního inženýrství (ÚDI), a to až do konce roku 2007, kdy se tato organizace sloučila s Technickou správou komunikací hlavního města Prahy (TSK). Následně se stal prvním náměstkem v TSK. Když na konci března 2013 skončil ve funkci ředitele TSK Luděk Dostál, byl Pivec pověřen dalším vedením společnosti. Dne 30. dubna 2016 mu ale pražští radní toto pověření odebrali a nahradili ho dosavadním náměstkem Jiřím Sládkem.
Mezi tím 30. září 2014 vznikla akciová společnost Technická správa komunikací hl. m. Prahy, do které by se měla původní příspěvková organizace transformovat. V nově vzniklé akciové společnosti zastával Pivec pozici místopředsedy představenstva.
Dne 7. března 2017 provedli členové Národní centrály proti organizovanému zločinu v sídle TSK razii, neboť měli policisté podezření na spáchání trestných činů zjednání výhody při zadání veřejné zakázky, při veřejné soutěži a veřejné dražbě. Mezi obviněné měl podle serveru Neovlivní.cz patřit také Pivec, jenž si – jak uvádí Český rozhlas – měl podle policie několikrát říci o úplatek ve výši šesti milionů korun. Obvinění do vazby nešli a jsou stíhání na svobodě. V polovině května roku 2017 pak ale server iDNES.cz uveřejnil informaci, že Pivec mezi obviněnými v této kauze není.